# Primeira Divisão de 1978–79

A Primeira Divisão de 1979-80 foi a 45.ª edição do Campeonato Português de Futebol.
Esta temporada representou 16 clubes no campeonato.
Foi o FC Porto que ganhou o campeonato. É o sétimo título do clube da sua história.

## Classificações
| Pos | Equipa            | J  | V  | E  | D  | GM | GS | Diff | Pts |
| --- | ----------------- | -- | -- | -- | -- | -- | -- | ---- | --- |
| 1   | FC Porto          | 30 | 21 | 8  | 1  | 70 | 19 | +51  | 50  |
| 2   | Benfica           | 30 | 23 | 3  | 4  | 75 | 21 | +54  | 49  |
| 3   | Sporting          | 30 | 17 | 8  | 5  | 46 | 22 | +24  | 42  |
| 4   | Sporting Braga    | 30 | 16 | 5  | 9  | 49 | 35 | +14  | 37  |
| 5   | Varzim            | 30 | 11 | 10 | 9  | 30 | 29 | +1   | 32  |
| 6   | Vitória Guimarães | 30 | 12 | 7  | 11 | 44 | 38 | +6   | 31  |
| 7   | Vitória Setúbal   | 30 | 12 | 7  | 11 | 38 | 38 | 0    | 31  |
| 8   | Belenenses        | 30 | 10 | 9  | 11 | 47 | 43 | +4   | 29  |
| 9   | Boavista          | 30 | 12 | 3  | 15 | 36 | 40 | -4   | 27  |
| 10  | Marítimo          | 30 | 11 | 5  | 14 | 36 | 37 | -1   | 27  |
| 11  | Estoril           | 30 | 8  | 10 | 12 | 24 | 42 | -18  | 26  |
| 12  | Beira Mar         | 30 | 11 | 2  | 17 | 44 | 56 | -12  | 24  |
| 13  | Famalicão         | 30 | 9  | 6  | 15 | 30 | 45 | -15  | 24  |
| 14  | Barreirense       | 30 | 8  | 6  | 16 | 24 | 45 | -21  | 22  |
| 15  | Académica         | 30 | 5  | 8  | 17 | 20 | 41 | -21  | 18  |
| 16  | Académico Viseu   | 30 | 5  | 1  | 24 | 13 | 75 | -62  | 11  |

## Campeão
| Campeonato de Portugal de primeira divisão 1978/1979 |
| ---------------------------------------------------- |
| FC Porto 7° Título                                   |